# شيعاب (ردفان)

تعديل مصدري - تعديل

شيعاب هي إحدى قرى عزلة الحبيلين بمديرية ردفان التابعة لمحافظة لحج، بلغ تعداد سكانها 34 نسمة حسب تعداد اليمن لعام 2004.